# Trajanovi dačanski vojni
Trajanovi dačanski vojni  leta 101–102 in 105–106 sta bila vojaška pohoda Rimskega cesarstva  proti dačanskemu kralju Decebalu med vladavino cesarja Trajana (vladal 98-117). Vojni so sprožili stalni vdori Dačanov v rimsko provinco Mezijo in vse večje potrebe Rimskega cesarstva po naravnih  virih. 
Dakija, ozemlje severno od Makedonije in Grčije in vzhodno od Donave, je bila cilj rimskih osvajanj že v času pred Cezarjem (vladal 49 pr. n. št.–44 pr. n. št.)::213 leta 68/67 pr. n. št. je rimska vojska v bitki pri Histrii v sedanji Dobrudži južno od izliva Donave doživela popoln poraz v bitki z Bastarni in Skiti.:215
Leta 85 so Dačani vdrli čez Donavo  in izropali Mezijo:213:53 in na začetku premagali vojsko, ki jo je proti njim poslal Trajanov predhodnik Domicijan (vladal 81-96).:217 Po rimskem porazu v bitki pri Tapi leta 88 sta nasprotnika sklenila premirje.:217
Cesar Trajan je leta 101 obnovil sovražnosti proti Dakiji in  po številnih neodločenih  bitkah:219 v drugi bitki za Tape leta 101 premagal dačanskega kralja Decebala.:54 Ko so Trajanove čete vedno bolj pritiskale proti dačanski prestolnici Sarmizegetusa Regia, je Decebal z Rimljani ponovno sklenil premirje.:329  Ko je v naslednjih letih obnovil svojo moč in začel leta 105 ponovno napadati rimske garnizije, se je Trajan na vdore odzval z novim pohodom na Dakijo.:222  Oblegal je prestolnico Sarmisegetuzo in jo po osvojitvi porušil do tal.:223
Po podjarmljenju Dakije je napadel Partsko cesarstvo in razširil ozemlje Rimskega imperija do njegovega največjega obsega. Cesarstvo je svoje meje nekaj časa posredno obvladovalo s sistemom odvisnih držav in se v tem času bolj posvečalo pohodom proti zahodu.:39

## Ozadje
Od vladavine kralja Burebiste (vladal  82 pr. n. št.-44 pr. n. št.), ki na splošno velja za največjega dačanskega kralja, so Dačani stalno ogrožali Rimsko cesarstvo. Načrt za pohod na Dakijo je naredil že Julij Cezar. Grožnja se je zmanjšala, ko se je Dakija po Burebistovi smrti leta 44 pr. n. št. med dinastičnimi boji razdelila na štiri ali pet (odvisno od vira)  plemenskih držav. Avgustu, kasnejšemu rimskemu cesarju (vladal 27 pr. n. št.-14 n. št.), so Dačani ponudili svojo podporo  proti Marku Antoniju in v zameno zahtevali ugodnosti, katerih vsebina ni znana.  Avgust je njihovo zahtevo zavrnil in Dakija je podprla njegovega nasprotnika. Avgust je leta 29 pr. n. št. poslal v Dakijo več kazenskih ekspedicij, ki jih je vodil Mark Licinij  Kras mlajši vnuk slavnega   Marka Licinija  Krasa starejšega, ki je zatrl Spartakov upor sužnjev. Kras je zadal Dačanom velike izgube in ubil tri od petih kraljev. Vdori Dačanov v Panonijo in Mezijo so kljub temu trajali še več let, resna grožnja pa se je končala.:9-10
Po 116 letih relativnega miru ob rimski meji je pozimi leta 85 dačanska vojska kralja Durasa pod poveljstvom generala Diurpaneja napadla Mezijo in ubila njenega guvernerja, nekdanjega konzula Opija Sabina.

## Domicijanova dačanska vojna
Rimski cesar Domicijan je v opustošeno provinco pripeljal svoje legije, jo razdelil na Spodnjo in Gornjo Mezijo in naredil načrt za napad na Dakijo naslednje leto. Po prihodu svežih legij leta 87 začel pohod, ki je na splošno znan kot prva ali Domicijanova  dačanska vojna.  General Diuparnej je preko svojih odposlancev Rimljanom ponudil mir. Domicijan je ponudbo zavrnil in preko pontonskega mostu čez Donavo poslal pretorskega prefekta Kornelija Fuska s 5 ali 6 legijami. Rimska vojska je padla v zasedo in bila v pri bitki pri Tapi poražena. V. legija  Alaudae je bila verjetno popolnoma uničena. General Diuparnej  se je po magi preimenoval v Decebala  (Hrabri) in bil izvoljen za dačanskega kralja. Fusk je v bitki padel, legiji pa sta izgubili svoje prapore, kar je pohod spremenilo v veliko ponižanje. Leta 88 se je rimska ofenziva nadaljevala. Rimska armada, tokrat  pod poveljstvom Tetija Julijana, je porazila Dačane pred odročno dačansko trdnjavo Sarmizegetuso in pri Tapi v bližini sedanje vasi Bucova v Romuniji. Po bitki je Decebal, zdaj kralj štirih združenih dačanskih držav, zaprosil za mir in bil ponovno zavrnjen. Domicijan je kasneje ponudbo sprejel, predvsem zato, ker je legije potreboval ob Renu, da bi zatrl upor  rimskega guvernerja Gornje Germanije Lucija Antonija Saturnina, ki se je proti Domicijanu združil z Markomani, Kvadi in sarmatskimi Jazigi.

## Trajanovi vojni

### Vzroki za prvo vojno
Rimska politika je   skozi celo 1. stoletje narekovala, da se morajo grožnje iz sosednjih držav in pokrajin v kali zatreti. Mirovni pogodbi, sklenjeni  po prvi bitki pri Tapi, je leto kasneje sledila  negotova in draga rimska zmaga nad Dačani, ki za Rimsko cesarstvo ni bila ravno ugodna. Decebal je leta 89 postal od Rima odvisen in uradno prijateljski  kralj (rex amicas). Prejel je pavšalno vsoto denarja, letno plačo, obrtnike in vojne stroje za obrambo meje cesarstva. Obrtnike so Dačani s pridom uporabili za nadgradnjo svoje obrambe. Nekateri zgodovinarji menijo, da je bil ravno ta neugodni mir vzrok za atentat na Domicijana septembra 96. Decebal je z Domicijanom  na diplomatskem področju do neke mere sodeloval, vendar je še naprej nasprotoval Rimu.
V tem času je Rim trpel zaradi gospodarskih težav, ki so jih povzročili predvsem vojaški pohodi po Evropi in majhna vsebnost zlata v rimskih zlatnikih, ki jo je določil cesar Neron. Ko so se potrdile govorice o dačanskem zlatu in drugih pomembnih naravnih virih, se je vnel spor zaradi domnevno kljubovalnega obnašanja Dačanov.
Za napad na Dakijo je imelo cesarstvo tudi druge motive. Raziskovalci ocenjujejo, da je bilo samo deset odstotkov barbarov, na primer v Hispaniji in Galiji, oboroženih z mečem. Med njimi je bilo predvsem plemstvo.  V nasprotju z njimi je bila Dakija bogata z železom in bakrom in izkušenimi metalurgi in obdelovalci kovin.  Velik del Dačanov je imel lastne meče, kar je znatno zmanjšalo rimske vojaške prednosti.:30 Dakija je imela tudi 250.000 potencialnih vojakov, dovolj usposobljenih za napad na Rimsko cesarstvo. Povezana je bila z več sosedi in prijateljevala z vsemi, ki so bili sovražniki Rima. Rim ni imel konkretne obrambne politike in se ne bi mogel uspešno vojskovati v obrambni vojni. V teh okoliščinah se je cesar Trajan, izkušen vojak in taktik, začel pripravljati na vojno. Dakijo je imel za veliko grožnjo, zlasti potem, ko je umaknil legije z njenih meja na druge  meje cesarstva.:7-8

### Prva vojna
Po pridobitvi blagoslova rimskega Senata je bil Trajan leta 101 pripravljen na pohod na Dakijo. V vojni sta se dokazala  vsa rimska vojaška iznajdljivost in inženirstvo.  Na čelu rimske vojske sta bili dve koloni legionarjev, ki sta prodirali naravnost v srce Dakije in požgali vsa mesta in vasi na svoji poti. Trajan sam je porazil Dačane v bitki pri Tapi in po nekaj kasnejših manjših spopadih leta 102 prisilil Decebala k sklenitvi miru. Vojna se je končala s pomembno rimsko zmago. 
Rimska vojska je pri Drobeti čez Donavo zgradila most, ki je kasneje postal znan kot Trajanov most. Dolg je bil 1.135 m in širok 15 m in je bil več kot tisoč let najdaljši most na svetu. Zgradil ga je Apolodor iz Damaska. Namenjen je bil predvsem hitremu napredovanju  rimske vojske v Dakijo. Po sklenitvi miru je Decebal od Rimljanov dobil tehnične  in vojaške okrepitve, da bi ustvaril močno zaporno cono proti napadalcem s severa in vzhoda. Dačani so vse pridobitve namesto za to uporabili za obnovo svojih trdnjav in krepitev vojske, kar je povzročilo novo vojno z Rimskim cesarstvom.

### Druga vojna
Po sklenitvi miru je Decebal nekaj časa izpolnjeval dogovor z Rimom, kar je kmalu sprožilo upor plemen in ponovno plenjenje rimske kolonije na južnem bregu Donave. Trajan se je na to hitro in energično odzval in leta 105 začel drugo vojno z Dakijo.
Vojna se je začela, podobno kot prva, z nekaj spopadi, ki so Rimljane drago stali. Legije so si prizadevale doseči odločilno zmago in vsaj začasni mir.  Ko so Rimljani dobili okrepitve, so prešli v ofenzivo in leta 106 postopoma osvojili sistem trdnjav, ki je branil dačansko  prestolnico Sarmizegetuso. Odločilna bitka je potekala poleti 106 blizu  Sarmizegetuse. V njej sta sodelovali II. legija  Adiutrix in IV. legija Flavia Felix in veksilacija VI. legije Ferrata.
Dačani so prvi napad odbili, potem pa so Rimljani s pomočjo domačega izdajalca odkrili in uničili mestni vodovod. Mesto je zaradi pomanjkanja hrane in vode padlo in bilo zatem popolnoma uničeno. Decebal je pobegnil iz mesta in naredil samomor, da ga rimska konjenica ne bi ujela. Rimljani so s pomočjo izdajalskega Decebalovega zaupnika Bicila odkili Decebalov zaklad, katerega francoski zgodovinar Jerome Carcopino  ocenjuje na 165.500 kg zlata in 331.000 kg srebra. Zadjna bitka druge vojna je potekala pri  Porolisumu (Miograd) v Transilvaniji. 

## Posledice
Konec druge dačanske vojne je pomenil triumf Rimskega cesarstva in njegove armade. Trajan je napovedal 123 dni praznovanja po celotnem cesarstvu. Bogati rudniki zlata v Dakiji so bili zavarovani. Ocenjuje se, da so Rimljani iz njih dobili 700 milijonov denarijev letno. Dohodki so zagotavljali finančna sredstva za prihodnje vojaške operacije in omogočali hitro širjenjem rimskih mest po vsej Evropi.:8  Ostanki rudarjenja so še vedno vidni, še posebej v Roșii Montani v zahodni Transilvaniji. Iz Dakije so v Rim odpeljali tudi 100.000 moških sužnjev, s čimer so želeli preprečiti prihodnje upore. V Dakiji sta za stalno ostali XIII. legija Gemina in V. legija Macedonica z nalogo, da preprečita morebitne nove upore. Osvojena južna polovica Dakije je bila kot provinca priključena k Rimskemu cesarstvu, medtem ko je ostal severni del svoboden, vendar se nikoli ni preoblikoval v državo. 
Obe vojni sta Rimskemu cesarstvo prinesli veliki zmagi in znatno razširili njegovo  ozemlje, Trajanu pa slavo, občudovanje in popolno podporo ljudstva. S koncem dačanskih vojn se je v Rimu začelo  obdobje trajne gospodarske rasti in relativnega miru.  Trajan je začel obsežne gradbene projekte in program socialne pomoči (cura Annonae), zaradi česar se prišteva k petim dobrim rimskim cesarjem. Od Senata je dobil zveneč naslov optimus princeps (najboljši vladar). 